# Schloss Zákupy

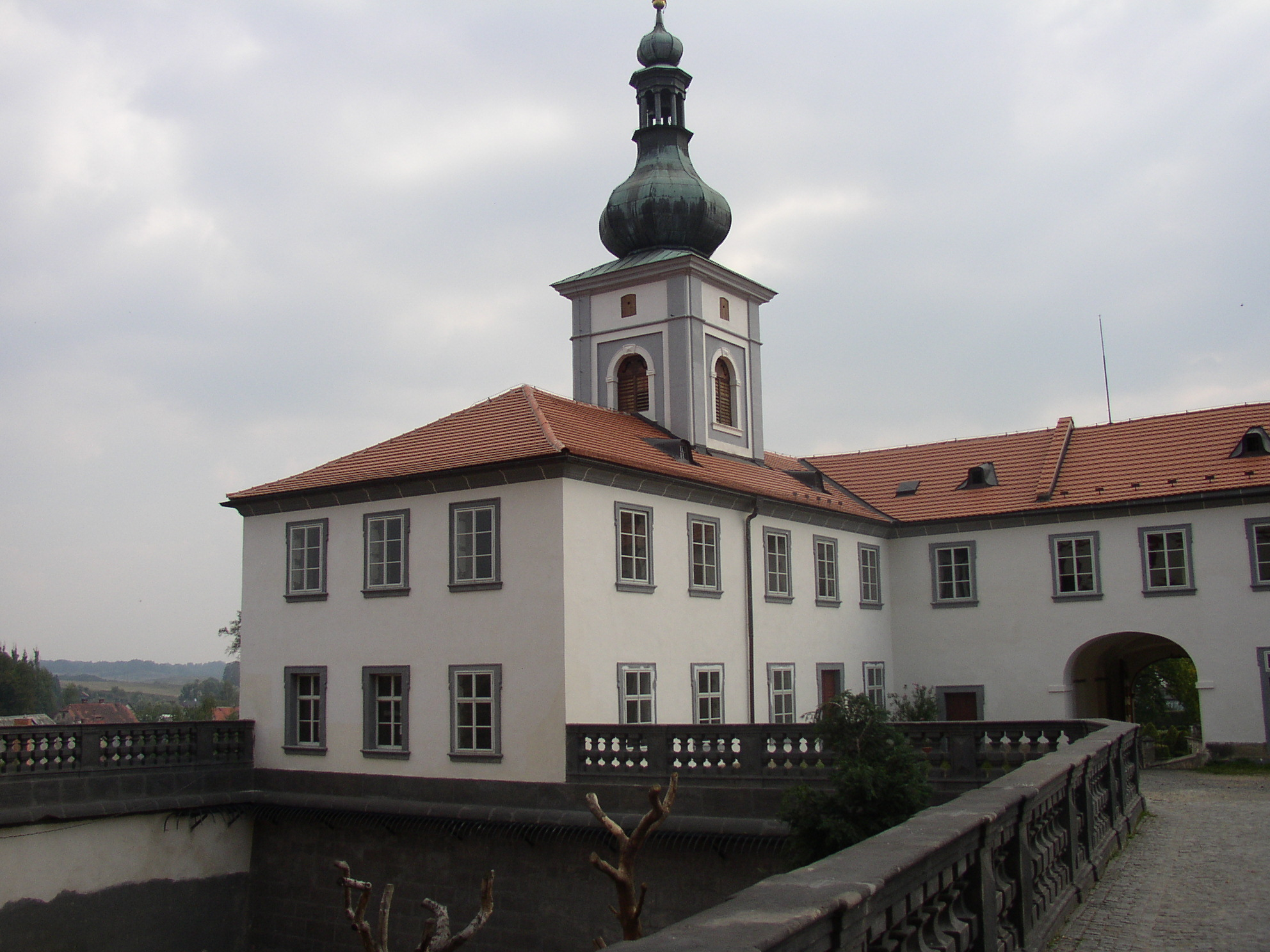
Schloss Reichstadt, Eingangsgebäude

Schloss Zákupy (deutsch Schloss Reichstadt) liegt in der nordböhmischen Kleinstadt Zákupy im Okres Česká Lípa in Tschechien.

## Geschichte

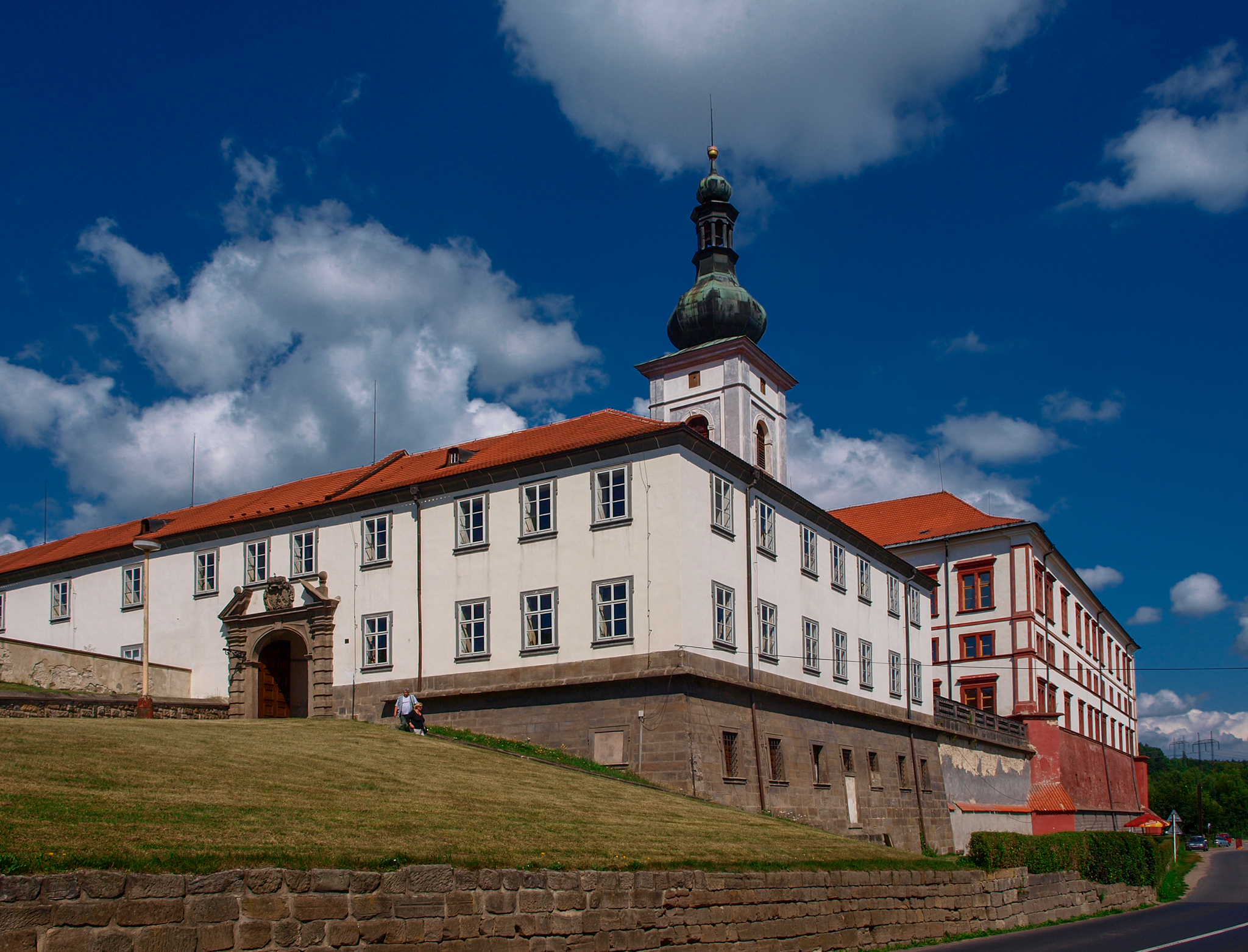
Schloss Reichstadt, Hauptgebäude

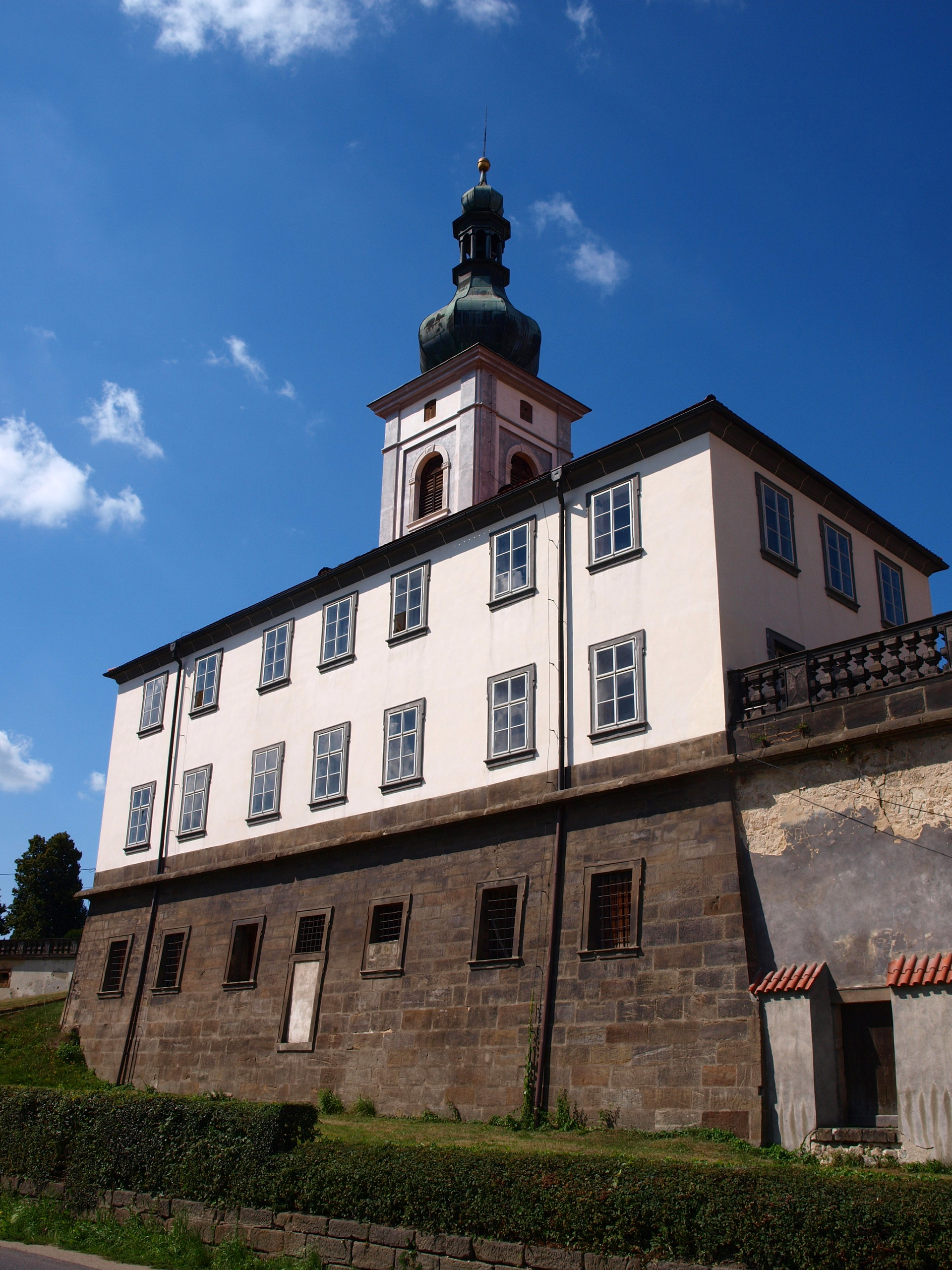
Schloss Reichstadt von Süden

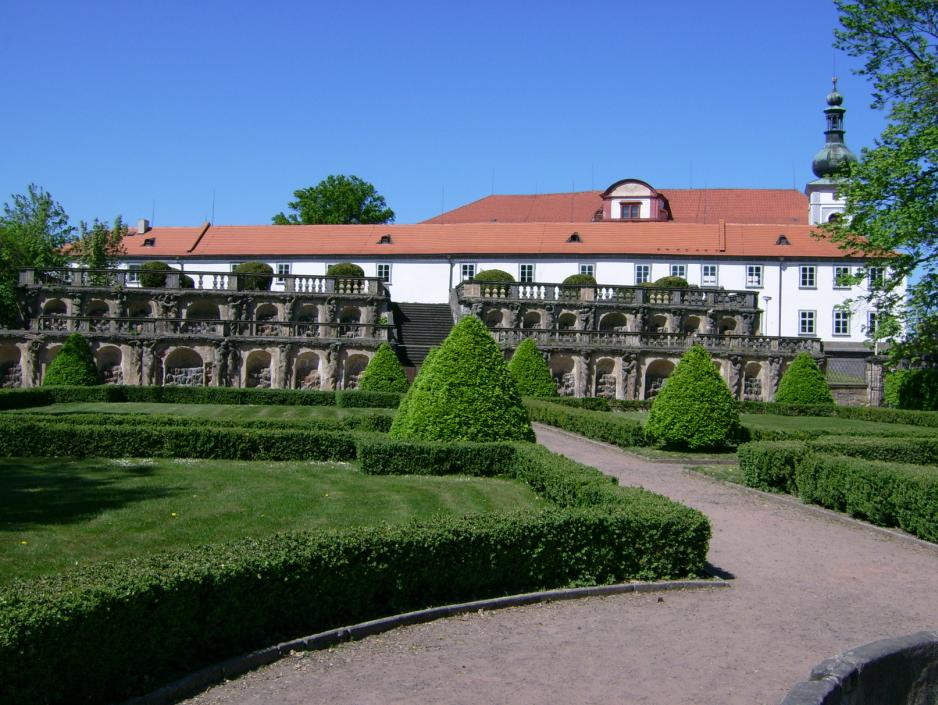
Schlosspark

In Zákupy befand sich eine Veste der Ritter Panczer von Smojn (tschechisch Pancířové ze Smojna) und der Herren Zákupský von Wartenberg. Später erwarben die Herren Berka von Dubá aus der Linie Kurziwody-Mühlstein die Veste und vereinigten 1532 die Herrschaften Mühlstein und Zákupy. Auf dem Gemäuer der Veste ließen sie um 1559 im Renaissancestil die Burg Reichstadt errichten. Etwa 20 Jahre später brannte die Burg nieder. Im Jahre 1612 erwarb Johann von Kolowrat-Nowohradsky die Herrschaft Reichstadt mit der wüsten Burg. Dessen Witwe Anna Magdalena heiratete 1632 Julius Heinrich von Sachsen-Lauenburg. 1634 wurde die Burg im Dreißigjährigen Krieg von protestantisch-schwedischen Truppen zerstört. 1670–1683 ließ Herzog Julius Franz von Sachsen-Lauenburg durch den kursächsischen Architekten und Bildhauer Jeremias Süssner sowie durch Giovanni Domenico Orsi und Giulio Broggio das Bauwerk im Barockstil erneuern, mit vier zweigeschossigen Flügeln um einen geräumigen Hof, einer Schlosskapelle im Stil des Barock, dessen Hauptfront ein frühbarockes Portal mit dem Wappenschild der Berka von Duba zeigt. Nach dem Tod des Herzogs Julius Franz 1689 wohnten seine Töchter, Franziska Sibylla Augusta von Sachsen-Lauenburg und Anna Maria Franziska von Sachsen-Lauenburg auf Schloss Reichstadt mit ihrer Tante, einer Prinzessin von Lobkowitz.
Durch Heirat und Erbschaft gelangte das Schloss Reichstadt an verschiedene Eigentümer, unter diesen die Grafen von Pfalz-Neuburg aus dem Hause Wittelsbach (Ferdinand Maria). 1805 fiel die Herrschaft durch Erbfall an den Wittelsbacher Maximilian Joseph III. von Pfalz-Zweibrücken, der 1806 mit der Annahme der bayerischen Königswürde seine Besitzungen in Böhmen an Erzherzog Ferdinand von Salzburg abtreten musste. Im Jahre 1815 wurden durch einen Familienvertrag des Hauses Habsburg-Lothringen die dem Großherzog von Toskana zustehenden böhmischen Herrschaften Reichstadt, Politz, Ploschkowitz, Tachlowitz, Buschtiehrad, Swollinowes, Kronporitschen und Katzow unter dem Titel Herzogtum Reichstadt vereint. Franz I. von von Österreich überschrieb dieses 1818 seinem Enkel Napoleon Franz Bonaparte, der daraufhin den Titel eines Herzogs von Reichstadt führte. Er war der einzige Sohn Napoléon Bonapartes und starb 1832, ohne das Schloss je besucht zu haben. Mit seinem Tode fiel das Herzogtum Reichstadt wieder dem österreichischen Kaiserhaus zu und wurde wieder aufgehoben.
Über Herzog Ferdinand d’Este kam das Schloss an die toskanische Nebenlinie des Hauses Habsburg und 1847 an die habsburgische Hauptlinie. 1848 wurde es einer der Wohnsitze des abgedankten Kaisers Ferdinand I., der das Innere des Schlosses prunkvoll u. a. durch den Architekten J. Bělský, die Maler Josef Navrátil und Wilhelm Kandler, den Bildhauer Václav Levý und den Stuckateur J. Effenberger ausstattet ließ.
Am 8. Juli 1876 trafen sich auf Schloss Reichstadt der Kaiser Franz Joseph I. und Zar Alexander II. und verhandelten über die österreichische Neutralität im bevorstehenden russisch-osmanischen Krieg.
In der Schlosskapelle heirateten am 1. Juli 1900 der österreichische Thronfolger Erzherzog Franz Ferdinand d’Este und Gräfin Sophie Chotek von Chotkowa, die spätere Herzogin von Hohenberg.
Während des Ersten Weltkriegs beherbergte Schloss Reichstadt ein Lazarett, wurde nach Ende des Krieges 1918 durch eine Bodenreform der Tschechoslowakei den damaligen Besitzern enteignet. Seit 1951 ist es als Museum zugänglich, 1977 wurde es renoviert und ist seit 1995 ein kultureller Mittelpunkt mit einem Park im Stil des Barock.